# Moasca
Moasca là một đô thị ở tỉnh Asti vùng Piedmont thuộc Ý, nằm ở vị trí cách khoảng 60 km về phía đông nam của Torino và khoảng 15 km về phía đông nam của Asti. Tại thời điểm ngày 31 tháng 12 năm 2004, đô thị này có dân số 422 người và diện tích là 4,1 km².
Moasca giáp các đô thị: Agliano Terme, Calosso, Canelli, Castelnuovo Calcea và San Marzano Oliveto.